# Isola

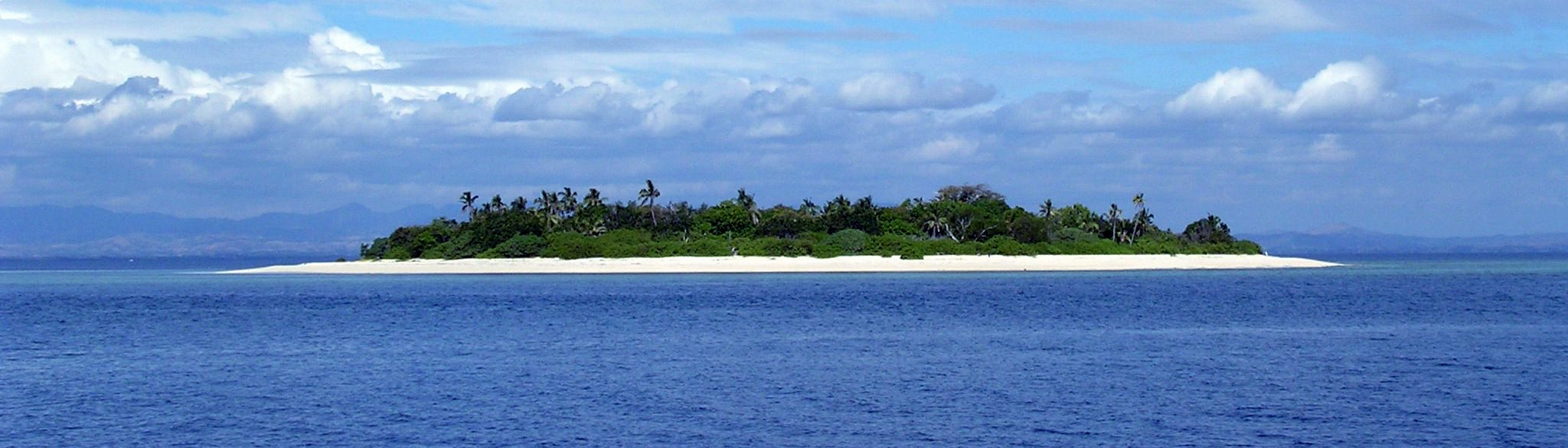
Isola al largo delle Figi.

Un'isola (dal latino insŭla) è una porzione di terra interamente circondata dall'acqua. Un'isola può trovarsi nelle acque di un fiume, di un lago o del mare. La parte del terreno che separa la terra emersa dall'acqua è detta costa o litorale. Più isole vicine tra di loro formano un arcipelago. In un arcipelago le isole possono essere disposte a corona o a catena.
Ad esempio, le Isole Aleutine nell'Oceano Pacifico formano una catena tra l'Asia e l'America settentrionale.

## Classificazione
Le isole possono essere classificate in isole di fiume, di lago, continentali ed oceaniche.

### Isole fluviali

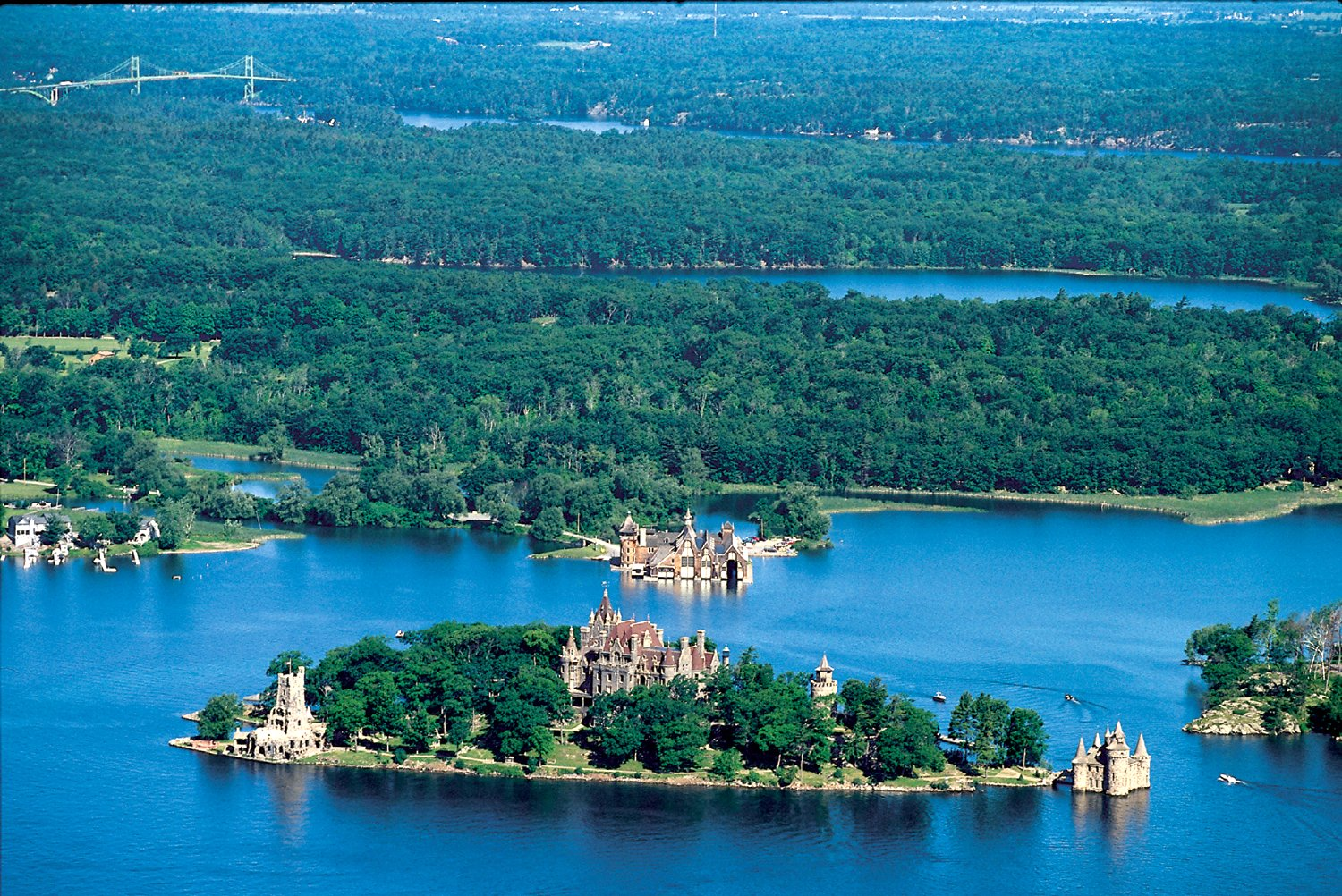
Isole di fiume: Heart Island, una delle Thousand Islands ("Mille isole"), formate dal fiume San Lorenzo all'uscita dal lago Ontario, al confine tra Stati Uniti e Canada

Le isole presenti nei corsi di un fiume si trovano alla foce, nel delta, o nel corso intermedio se il fiume ha una certa larghezza. Nella maggior parte dei casi sono formate dal deposito di sedimenti nei punti pianeggianti del suo corso in cui la corrente rallenta e perde la capacità di trasportare a valle la parte più pesante del materiale sedimentario. Essenzialmente queste sono un impedimento al flusso dell'acqua ed alcune possono nascere nei momenti in cui il livello del fiume è normale e sparire quando il volume e la velocità dell'acqua cambia a causa di un periodo di piena. Altre isole sono formate dall'incontro di un'asperità rocciosa che causa la momentanea divisione del fiume in due tronconi.

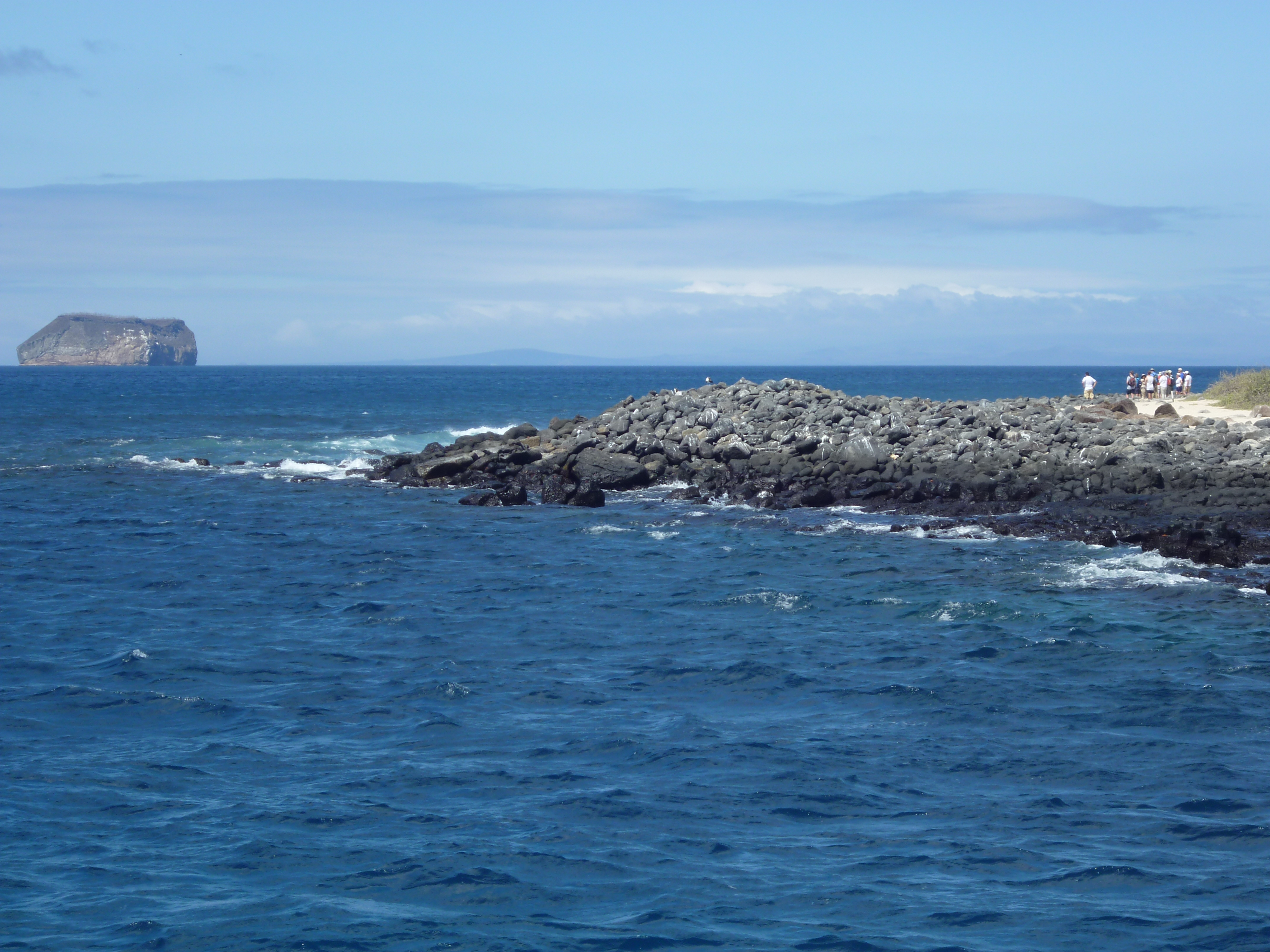
Nord Seymour, isola delle Galápagos.

### Isole lacustri

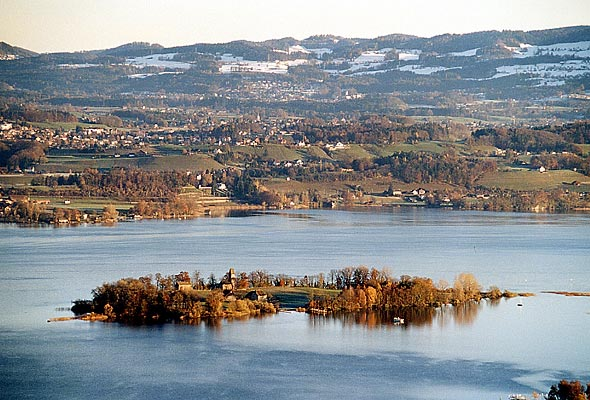
Isole di lago: l'isola di Ufenau nel lago di Zurigo

Le isole presenti all'interno dei laghi sono delle sporgenze del terreno sopra il livello dell'acqua che ha riempito una conca naturale o artificiale. Nel caso in cui il lago abbia uno o più immissari è possibile che i sedimenti trasportati da questi fiumi generino una o più isole. La vegetazione può a sua volta creare un'isola: le piante che sono in grado di crescere con parte del tronco nell'acqua possono far accumulare detriti organici in punti più bassi non prossimi alla riva e con l'andare del tempo generare un affioramento del terreno dalle acque del lago.

### Isole continentali

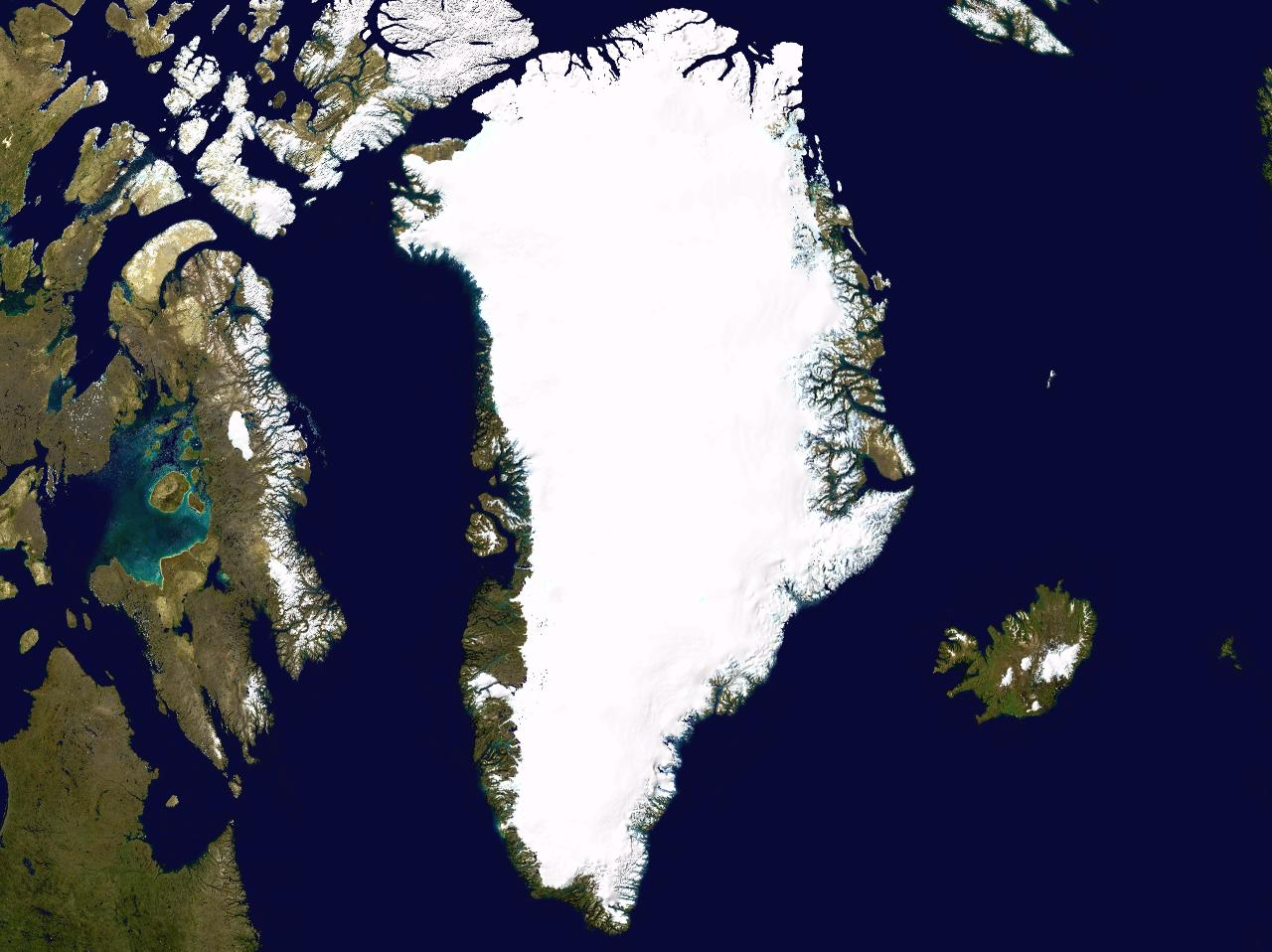
Isole continentali: immagine satellitare della Groenlandia, l'isola più estesa del pianeta

Le isole continentali sono le più vaste, sono collegate alla piattaforma continentale e possono essersi staccate dal continente per erosione, abbassamento del terreno, innalzamento del livello delle acque, forti terremoti, eruzioni vulcaniche, ecc. o semplicemente perché la piattaforma continentale è più bassa, in alcuni punti, del livello delle acque.
Esempi di isole continentali sono la Sicilia e la Groenlandia.
Un tipo particolare di isole continentali sono quelle che si sono staccate dal continente a causa della deriva dei continenti come per esempio l'isola del Madagascar staccatasi dal continente africano.
Un altro tipo particolare sono le isole formatesi dall'accumulazione della sabbia erosa dal continente vicino.

### Isole oceaniche
Sono dette isole oceaniche quelle isole che non fanno parte della piattaforma continentale e che sono generalmente piccole con una forma arrotondata. 
Le isole oceaniche possono essere suddivise in isole vulcaniche, atolli e cime di catene montuose sottomarine che emergono dalle acque.

#### Isole vulcaniche

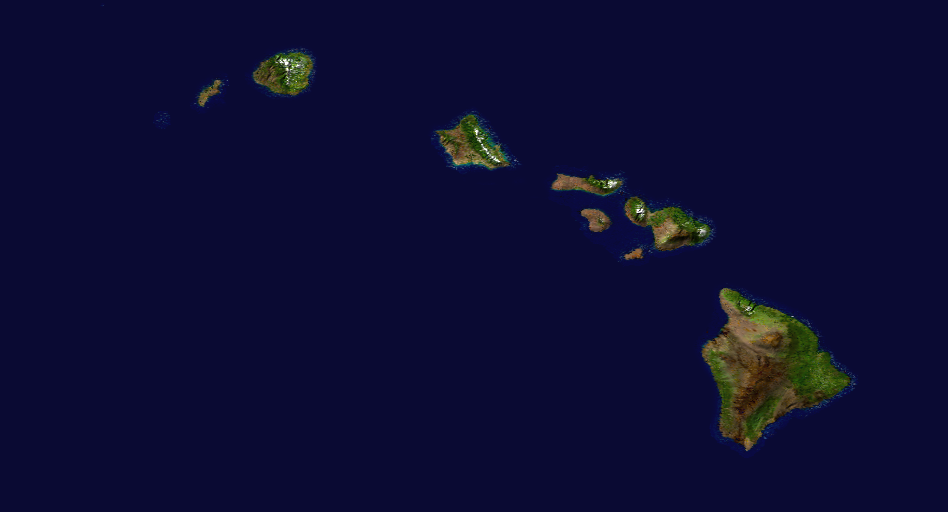
Isole vulcaniche: immagine satellitare dell'arcipelago delle Hawaii

Le "isole vulcaniche" sono costituite da lava solidificata eruttata da vulcani che una volta erano al di sotto del livello del mare. Esistono però altri tipi di isole vulcaniche, come i vulcani sommersi che facevano parte di una piattaforma continentale. Un esempio su tutte è l'Islanda, la più grande isola vulcanica della Terra.
Un altro tipo di isola vulcanica è quella formata da una placca tettonica che scorre sotto un'altra. Questo scorrimento crea una catena di vulcani che emergendo formano una catena di isole. Queste isole possono anche reinabissarsi dopo un lungo periodo di frequenti terremoti ed eruzioni, come per esempio le isole Eolie. L'ultimo tipo di isola vulcanica è formata da un punto caldo sopra cui scorre una placca tettonica. Esempi sono le isole Hawaii.

#### Atolli

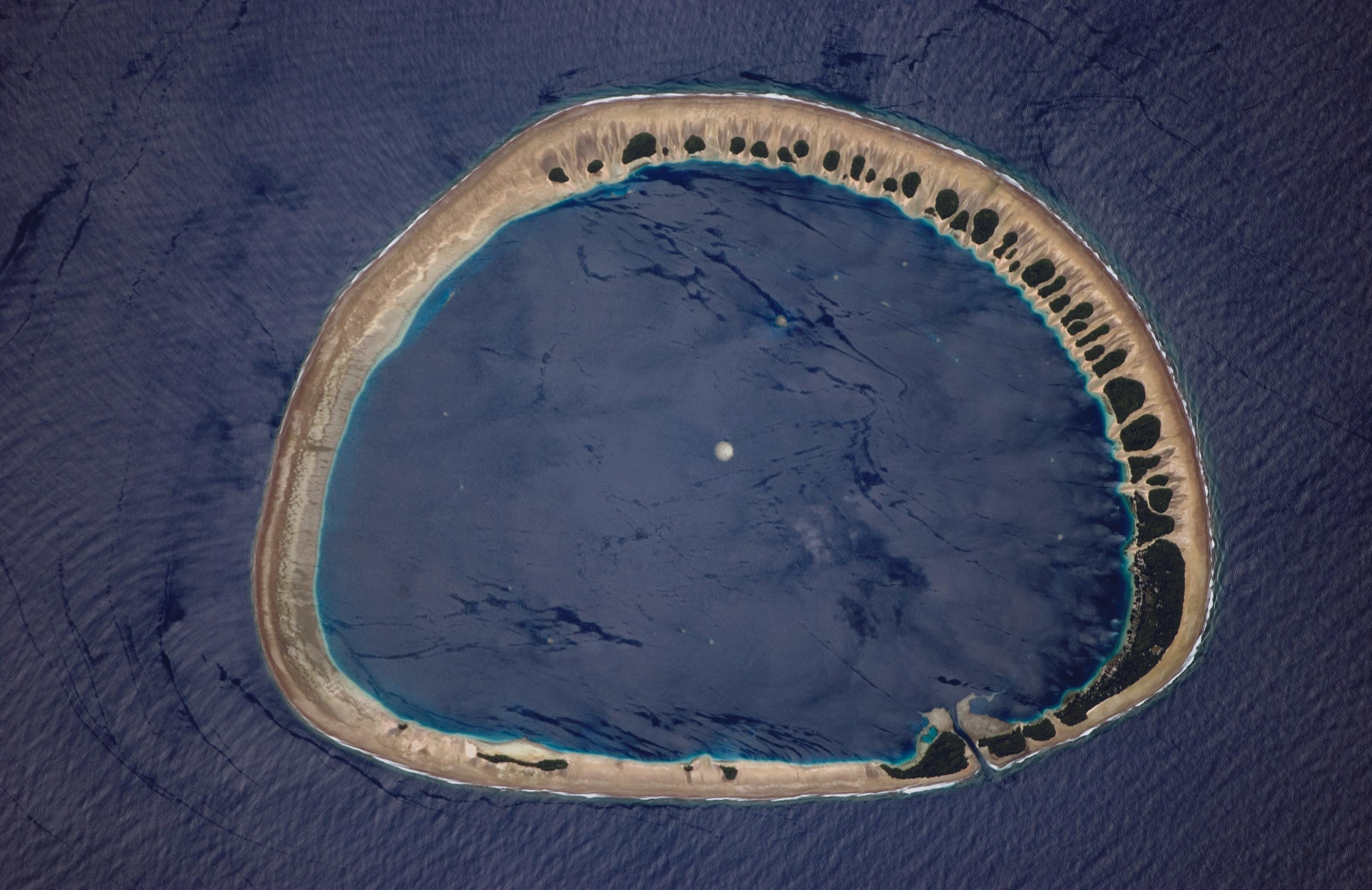
Atolli: foto aerea dell'atollo di Nukuoro, che appartiene agli Stati Federati di Micronesia.

Gli atolli si formano a seguito di eruzioni di tipo esplosivo di un'isola vulcanica attorno alla quale si è formata una barriera corallina, che, in continua crescita, affiora ed emerge dalla superficie marina, formando bassi fondali al suo interno. Al centro della laguna venutasi a formare tendono ad accumularsi sedimenti emergendo sotto forma di isola piatta, dalla sabbia bianca o quasi rosata e dalla forma solitamente quasi circolare o ellittica.

#### Catene montuose sottomarine
Nei fondali marini sono presenti varie catene montuose sottomarine, in alcuni casi è possibile vedere queste formazioni come continenti sommersi dalle acque, o meglio continenti che non hanno altezze sufficienti ad emergere dal livello attuale dei mari. Alcune delle cime possono essere più alte del livello del mare generando un'isola che, in alcuni casi, può essere molto distante da qualsiasi altra terra emersa.
Secondo vari studi risulta che il livello delle acque nel passato era molto più basso dell'attuale, secondo alcuni era più basso anche di 100-200 metri. Se ci fosse oggi un abbassamento delle acque di queste proporzioni si avrebbe che molte isole risulterebbero delle cime delle terre emerse. Un caso particolare è il Mar Mediterraneo che attualmente è collegato all'Oceano Atlantico dallo stretto di Gibilterra, mentre sembra che nel passato fosse un mare interno con un livello delle acque molto più basso rispetto agli oceani. Quindi un'isola attuale poteva essere parte del continente in un passato non troppo remoto; mentre potevano esserci varie isole dove ora c'è solo mare.
Attualmente stiamo probabilmente vivendo una fase opposta: a causa del riscaldamento globale della Terra sembra che i ghiacciai di tutto il mondo si vadano ridimensionando, causando un costante aumento del livello del mare. Questo fenomeno a lungo andare comporterà la scomparsa di varie isole, buona parte della fascia costiera e delle pianure più basse.

### Isole artificiali
Sono dette artificiali quelle isole costruite dall'uomo. Ciò può avvenire sottraendo terra al mare oppure riversando massi in un corpo d'acqua o, durante la costruzione di un bacino artificiale, facendo sì che emerga un pezzo di terra preesistente (in modo più o meno volontario).

## Isole più estese del mondo
Isole più estese al mondo sopra i 100000 km² (le bandiere rappresentano i Paesi sotto la cui sovranità, in tutto o in parte, l'isola si trova):
- Groenlandia (2 175 600 km²[2])
- Nuova Guinea (785 000 km²)
- Borneo (743 107 km²)
- Madagascar (587 000 km²)[3]
- Baffin (476 065 km²)
- Sumatra (420 000 km²)
- Gran Bretagna (229 850 km²)
- Honshū (227 414 km²)
- Victoria (212 918 km²)
- Ellesmere (196 235 km²)
- Sulawesi (174 600 km²)
- Isola del Sud (151 215 km²)
- Giava (125 900 km²)
- Isola del Nord (113 729 km²)
- Terranova (111 390 km²)
- Cuba (105 000 km²)[4]
- Luzon (104 687 km²)
- Islanda (103 125 km²)[5]

## Record
Secondo i dati del 2009, a queste isole sono riconosciuti i seguenti primati:
- La Groenlandia è l'isola più estesa del mondo, con una superficie di 2175600 km².
- L'isola di Manitoulin (Canada) è l'isola lacustre più estesa del mondo, con una superficie di 2766 km².
- L'isola di Samosir (Indonesia) è l'isola più estesa all'interno di un lago dentro un'isola (Sumatra) e ha una superficie di 630 km².
- Un'isola a sua volta dentro un'isola nell'Isola Victoria (Canada) è l'isola più grande che è doppiamente dentro un'isola; ha una superficie di 0,016 km².
- La più grande isola vulcanica è l'Islanda (102828 km²).
- L'Ilha do Bananal (Brasile) è la più grande isola fluviale del mondo (19162,25 km²).
- Fraser Island (Australia) è la più grande isola sabbiosa del mondo (1840 km²).
- Just Room Enough, nelle Mille Isole (un arcipelago diviso tra Canada e Stati Uniti d'America), viene considerata l'isola più piccola del mondo (0,0003036 km²) = 303,6 m²).
- Lo stato-isola più piccolo del mondo è Nauru (21 km²) in Oceania.
- Lo stato-isola più grande del mondo è il Madagascar (587041 km²) in Africa.
- L'isola René-Levasseur in Canada è l'isola artificiale più grande del mondo, con una superficie di 2020 km² ed è stata creata da un invaso.
- L'isola di Kiritimati nelle Kiribati è l'atollo più grande del mondo ed è esteso 388,39 km².
- Il più grande makatea (atollo progressivamente emerso dall'oceano) è l'isola di Lifou in Nuova Caledonia (Francia) che ha una superficie di 1207,1 km².
- Tristan da Cunha (Regno Unito) è l'isola abitata più remota: dista circa 2400 km dall'America meridionale e 2100 km dall'Africa.
- L'isola Bouvet (Norvegia) è l'isola disabitata più remota: dista 2200 km dall'Africa e 1700 km dall'Antartide.
- Le tre isole senza nome all'interno del lago Orba Co in Cina si trovano a 5209 m d'altezza e sono le più alte del mondo.
- L'isola all'interno del lago Afrera in Etiopia si trova a 103 metri sotto il livello del mare.
- L'isola chiamata 83-42 in Groenlandia è l'isola più a nord del mondo.
- L'isola Deverall in Antartide è l'isola più a sud del mondo.
- L'isola più antica è il Madagascar, risalendo a 85-90 milioni di anni fa.
- L'isola formata dall'eruzione del vulcano Hunga Ha'apai nelle Tonga il 16 gennaio 2015 è l'isola più giovane del mondo[7].
- Lo Stato con più isole è la Svezia, che ne ha 221 800.
- Lo Stato formato da più isole più abitato è l'Indonesia, che aveva 244 870 937 abitanti nel 2012.
- Lo Stato formato da più isole meno abitato è Tuvalu, che aveva 9 827 abitanti nel 2012.
- L'isola di Giava in Indonesia è l'isola più popolata del mondo, avendo 143 milioni di abitanti nel 2013.
- L'isola Ukerewe in Tanzania è l'isola lacustre più popolata del mondo: nel 2012 era abitata da 150.000 persone.
- L'isola con la densità più alta è Santa Cruz del Islote in Colombia, con una densità di 103.917 ab./km².
- L'isola-stato con la densità più alta è Singapore, con una densità di 7681 ab./km².
- L'isola di Ellesmere in Canada ha una densità di soli 0,000744 ab./km².
- Le isole del lago Titicaca, diviso tra Bolivia e Perù ad un'altezza di 3812 m, sono le isole abitate più alte del mondo.
- Le isole abitate dell'Azerbaigian nel mar Caspio si trovano ad un'altezza di 28 metri sotto il livello del mare.
- Le Maldive sono le isole più basse del mondo: l'arcipelago-stato formato da 1 190 atolli raggiunge un'altezza massima di soli 2,5 metri.
- Un'isola all'interno del lago Södra Boksjön, divisa tra Norvegia e Svezia, estesa solo 0,001 km², è l'isola più piccola del mondo divisa fra stati.
- La più piccola isola non lacustre divisa tra stati è l'isola Märket, divisa tra Svezia e Finlandia, estesa 0,033 km².
- Il Borneo è l'unica isola al mondo divisa fra tre stati (Indonesia, Malaysia e Brunei). Questa caratteristica appartiene anche a Cipro se si considera indipendente lo stato di Cipro del Nord.
- La Nuova Guinea è l'isola più alta del mondo, raggiungendo con il Puncak Jaya un'altezza di 4.884 metri d'altezza.
- L'isola Ometepe è l'isola lacustre più alta, a 1610 m metri d'altezza.